# 大平晃
大平 晃（おおひら あきら、1933年8月19日 - 2024年9月7日）は、日本の経営者。三菱ガス化学社長を務めた。東京都出身。

## 経歴・人物
1957年に東京大学工学部応用化学科を卒業し、同年に日本瓦斯化学工業(のちの三菱ガス化学)に入社。1988年6月に取締役に就任し、1991年6月に常務、1994年6月に専務を経て、1995年6月に社長に就任。2001年6月には会長に就任し、2003年6月には代表取締役も兼任し、2007年6月には相談役に退いた。
2018年11月には旭日中綬章を受章。